# Granville (SkyTrain de Vancouver)
Pour les articles homonymes, voir Granville (homonymie).
Granville est une station de la l'Expo Line du SkyTrain de Vancouver. Elle est située au croisement de Granville Street, Dunsmuir Street et de Seymour Street à Vancouver au Canada.

## Situation sur le réseau

Plan du réseau en 2017

## Histoire
La station a été ouverte en 1985, le 11 décembre, pour l'ouverture de la ligne.

## Services aux voyageurs

### Accès et accueil
La station est située au croisement de Granville Street, Dunsmuir Street et de Seymour Street,. Elle dispose d'accès dans les trois rues, elle est accessible aux personnes à la mobilité réduite dans tous les cas,.

installations
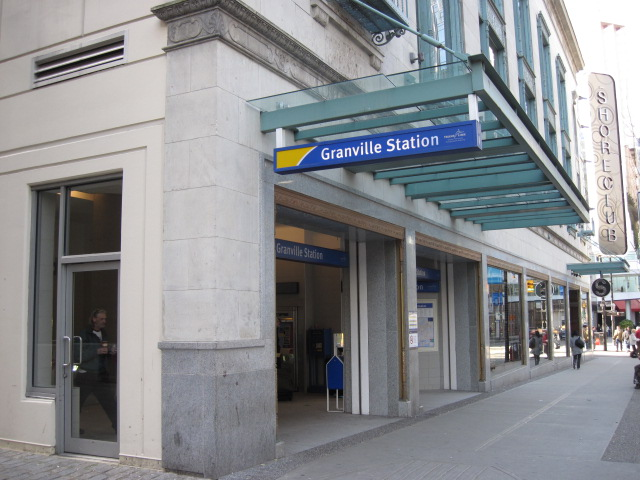
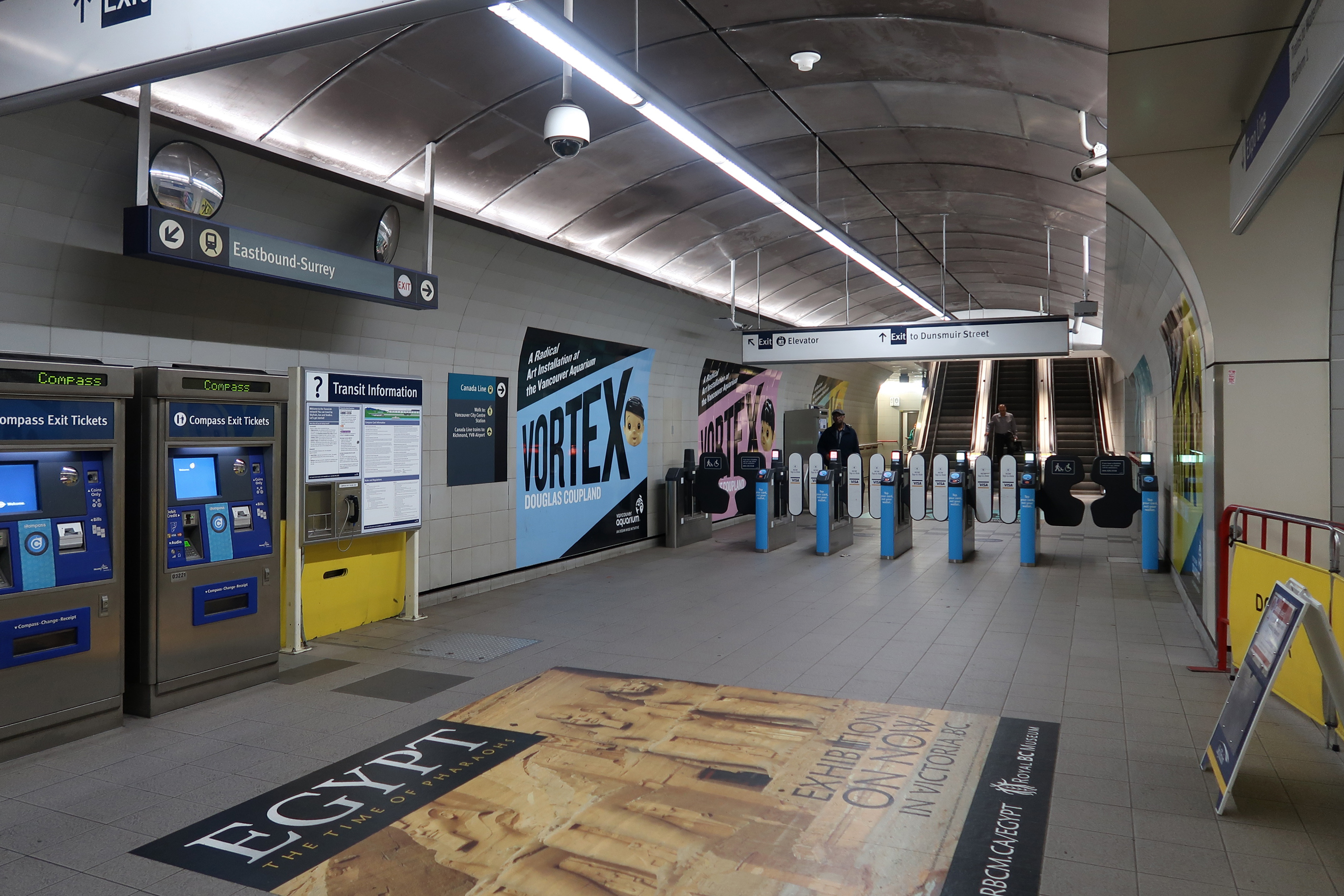

### Desserte

installations et desserte
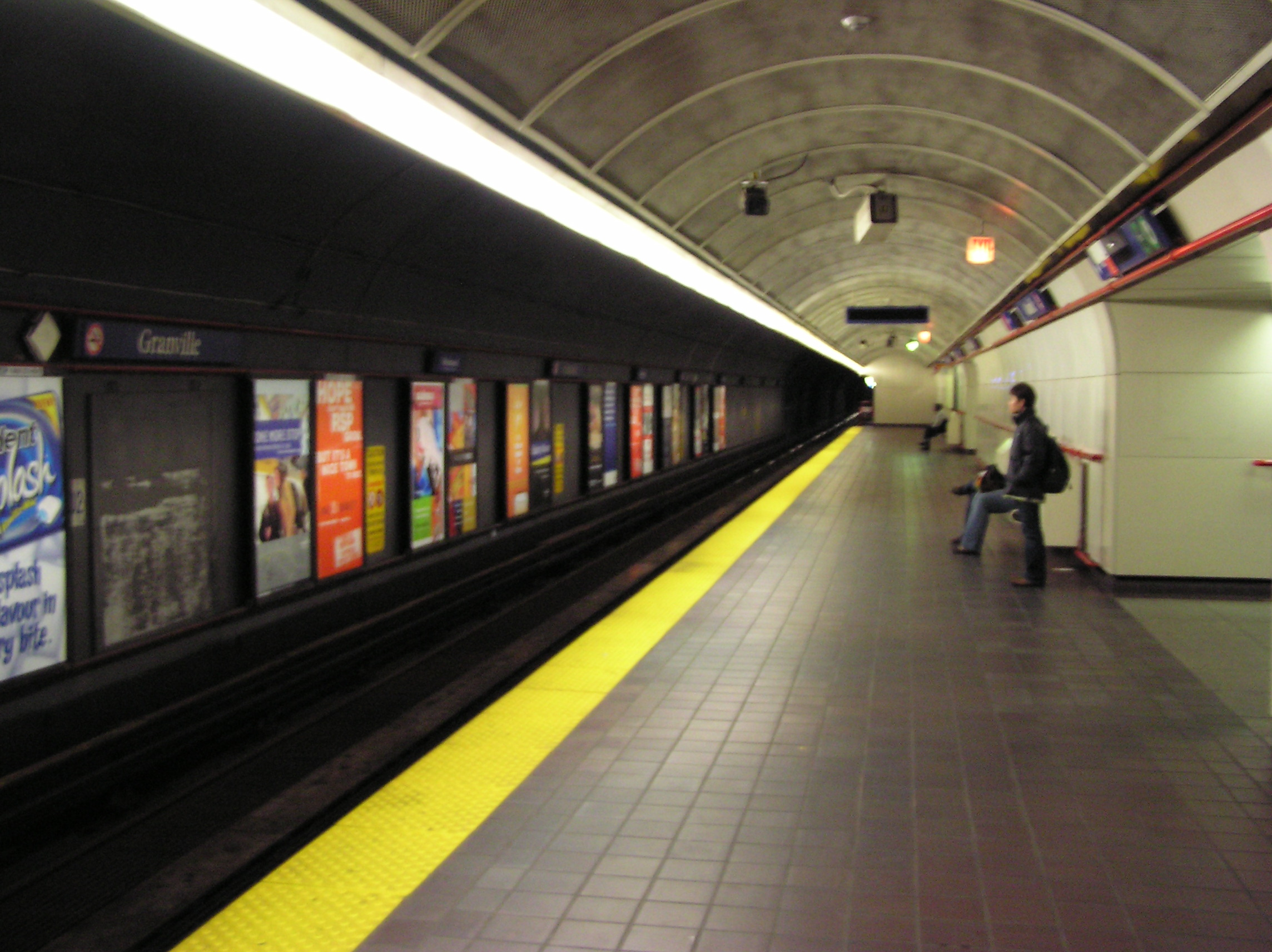
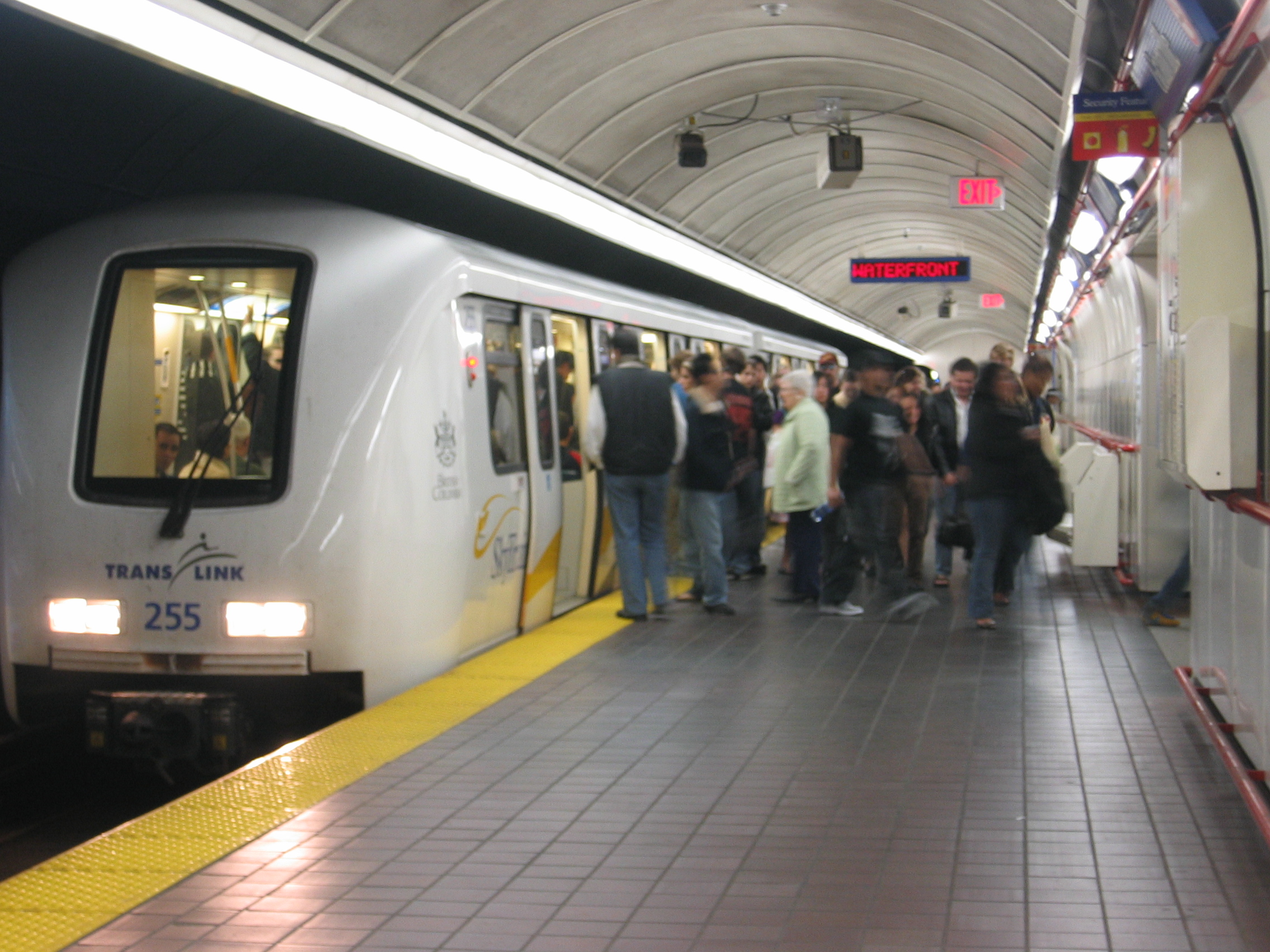
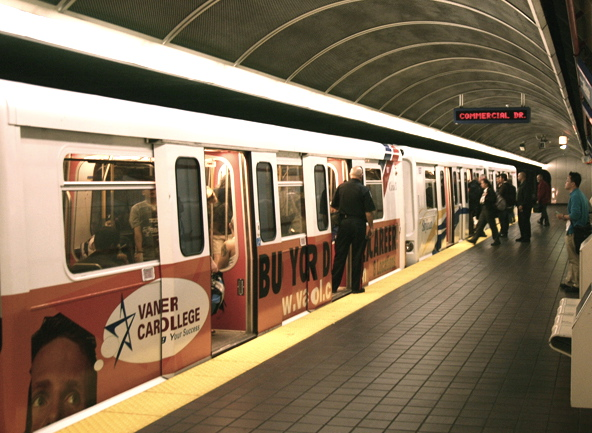

### Intermodalité
Elle est en correspondance directe avec à la station Vancouver City Centre (VCC) de la ligne Canada Line. Appartenant à TransLink.